# Marc Melin
Pour les articles homonymes, voir Melin (homonymie).
Marc Melin, né à Amay, le 2 mars 1965 est un homme politique belge, membre du Parti socialiste.
Il est diplômé en Tourisme ; employé au Ministère de la Région wallonne; Responsable technique au Centre de la Paix-Dieu (Institut du Patrimoine wallon) (2000-).

## Carrière politique
- conseiller communal de Villers-le-Bouillet (1989-2024)[1]
  - bourgmestre (1995-2000)
  - échevin des Finances, de l'Emploi, du Patrimoine, de l'Agriculture, du Commerce et des Industries, et du Tourisme (2006-2012)
- député wallon (1995-1999)
  - député de la Communauté française de Belgique